# Operation Storm
Operation Storm (kroatiska: Operacija Oluja) var en polisiär och militär operation genomförd av den kroatiska armén den 4–7 augusti 1995. Målet för den 84 timmar långa militära operationen var att återta de delar av Kroatien som under det kroatiska självständighetskriget hade ockuperats av lokala serbiska styrkor understödda av den jugoslaviska armén och Milošević-regimen i Belgrad och som kommit att införlivas i den självutnämnda Serbiska republiken Krajina (RSK). På grund av den korta och för fiendesidan överraskande militära aktionen har operation Storm beskrivits som ett blixtkrig.
I den självutnämnda RSK som existerade åren 1991–1995 genomförde serbiska styrkor etnisk rensning av icke serbisk befolkning och fördrev uppskattningsvis 250 000 kroater och övriga nationaliteter från de ockuperade områden, plundrade och förstörde deras egendomar, inklusive kulturella och religiösa byggnader som associerades med den kroatiska kulturen såsom uppemot 200 romersk-katolska kyrkor. Hundratals etniska kroater dödades i flera enskilda militära aktioner, däribland Vukovarmassakern och Škabrnjamassakern.   
Vid tiden för den militära offensiven var de kroatiska styrkorna numerärt och materiellt överlägsna. Under den 84 timmar långa operationen som präglades av sporadiska men också delvis intensiva strider återtog de kroatiska regeringsstyrkorna omkring 10 400 kvadratkilometer eller 18,4 procent av Kroatiens territorium. Operationen blev en vändpunkt i kriget och banade vägen för Erdutavtalet och fred i Kroatien.   
Operation Storm fick även konsekvenser för grannlandet Bosnien och Hercegovina där styrkeförhållandena i och med den kroatiska offensiven förändrades. Operation Storm och Natos bombningar av Republika Srpska fick serberna att slutligen skriva under fredsavtalet i Dayton vilket skulle komma att leda till eldupphör och fred i Bosnien och Hercegovina.
Operation Storm blev det sista militära slaget under det kroatiska självständighetskriget. Den militära operationen skapade en flyktingkatastrof då tusentals serber under några dagar tog sin tillflykt till Serbien eller serbhållna områden i Bosnien och Hercegovina. Den kroatiska regeringen motiverade operationen med hänvisning till den FN-sanktionerade rätten för en suverän stat att ha kontroll över sitt eget territorium och insisterade på att alla serber som inte var inblandade i krigsförbrytelser kunde återvända.

## Offensiven

Karta som visar styrkeförhållandena den 4 augusti 1995:
I Kroatien:
HV
SVK
I Bosnien och Hercegovina:
HV/HVO
VRS
ARBiH/HVO
Västbosnien

Det kroatiska självständighetskriget bröt ut år 1991 och var som intensivast åren 1991–1992. Åren 1993–1995 förekom sporadiska strider mellan parterna men dessa var mindre intensiva och inte lika fullskaliga som de som förekom åren 1991–1992. Av västvärlden hade Serbien utpekats som den angripande parten emedan Kroatien hade vunnit internationellt stöd och sympati. Efter Srebrenicamassakern i Bosnien och Hercegovina hade tonen mot Serbien skärpts ytterligare. USA och Nato hade sedan år 1994 utbildat och utrustat den kroatiska armén inför den kommande offensiven. Kroatiens dåvarande president Tuđman och politiska ledning hade varit tydlig med att Kroatien måste få tillbaka det territorium det förlorat år 1991 vilket motsattes av ledningen i den Serbiska republiken Krajina. USA och Nato hade sagt till Kroatien att de skulle stödja dem om de beslutade att militärt återta Krajina och bryta den ömtåliga vapenvilan. USA:s dåvarande president Bill Clinton skrev i sina memoarer att serberna endast skulle kunna tvingas till förhandlingar om de led militära förluster.
Offensiven skulle framförallt riktas mot det ockuperade Krajina där allt hade börjat med det serbiska upproret som lett till krig år 1991. Krajina var också det sista större området serberna höll i Kroatien. RSK var kraftigt underbemannade och hade bara cirka 40 000 man att täcka den drygt 700 kilometer långa fronten från de 175 000 kroatiska soldaterna som stod redo att på order inleda operationen. Bosniska styrkor närmade sig också från Bihać-fickan. Kroatiska och bosniska styrkor samarbetade när de i slutet av juli intog byn Glamoč öster om Krajinas självutnämnda huvudstad Knin vilket betydde att staden var omringad från tre håll. Under juli och dagarna i augusti innan operation Storm byggde kroaterna upp massiva mängder militära medel för att så snabbt som möjligt kunna storma Krajina.
Klockan 05:00 på morgonen den 4 augusti inleddes den militära operationen under kodnamnet "operation Storm". Under natten hade Natos flyg slagit ut mycket av serbernas kommunikationer och nästan allt luftvärn. De kroatiska styrkorna bröt sig snabbt igenom de serbiska försvararnas ställningar. Serbiska republiken Krajina kollapsade snart och fyra dagar (eller 84 timmar) senare förklarade den kroatiska armén operationen avslutad. Under operationen flydde 200 000 serber den framryckande kroatiska armén till det angränsande Republika Srpska.

## Offensivens följder
Operationen slutade med en avgörande seger för Kroatien. Den kroatiska sidan förluster uppgick till 174 döda och 700 sårade medan den serbiska sidans förluster uppgick till omkring 700 döda. Den kroatiska armén påstod sig även ha tagit omkring 5 000 serbiska soldater till fånga. Antalet civila offer varierar från omkring 500 till 1 196 döda och försvunna. Serberna hade i det närmaste förlorat all mark i Kroatien och eventuellt stora områden i västra Bosnien. Dessa förluster och att Nato hade börjat bomba serbiska positioner i Bosnien och Hercegovina tvingade serberna till förhandlingar vilket senare ledde till Daytonavtalet och krigets slut. 
Många internationella observatörer blev förvånade över att de serbiska försvararna inte bjudit hårdare motstånd än vad de gjorde. Den kroatiska arméledningen hade förväntat sig åtminstone tio dagar av strider. Men Serbiska republiken Krajina visade sig vara mer oförberedda och oorganiserade än vad man hade förväntat sig. Vid slutet av operationen deserterade många serbiska soldater. De tog antingen sina vapen och tog sig över gränsen in i Bosnien och Hercegovina för att gå med i Republika Srpskas styrkor eller tog på sig civila kläder för att försöka ta sig in i grannlandet med resten av den civila flyktingströmmen.[källa behövs] Tusentals soldater gav sig också till den kroatiska armén, från den 4 augusti till den 8 augusti togs över 5 000 serbiska soldater tillfånga.
Kroatiska armén blev nästan genast efter offensiven anklagade för krigsbrott mot den serbiska befolkningen i de områden som återtagits, anklagelser som Kroatiens president Franjo Tuđman då bestämt avvisade. Enligt internationella krigsförbrytartribunalen för det forna Jugoslavien avrättades 150 serbiska civila summariskt medan hundratals andra försvann. Krigsförbrytelserna inkluderade även plundring och mordbrand. De tre kroatiska generalerna Ante Gotovina, Ivan Čermak och Mladen Markač åtalades för sin roll i operationen. De anklagades bland annat för att ha sanktionerat krigsbrott under offensiven. Alla tre försattes på fri fot sedan rätten funnit dem oskyldiga på samtliga åtalspunkter.

## Kontroverser
I Kroatien anses operation Storm (med få undantag) ha varit en lyckad genomförd militär aktion som markerar kroatisk seger och slut på krig i landet. Årsdagen för den militära operationen (den 5 augusti) är en allmän helgdag i Kroatien (se Seger- och fosterländska tacksägelsedagen och de kroatiska försvararnas dag). I motsats till den officiella kroatiska uppfattningen anser många serber att den militära operationen var etnisk rensning. I Serbien och den bosniska entiteten Republika Srpska högtidlighålls datumen 4–5 augusti som "Sorgens dag". På 25-årsdagen för operation Storm (den 5 augusti 2020) deltog en kroatienserbisk representant för första gången vid det officiella firandet. Vice premiärminister i regeringen Andrej Plenković II och medlem av Självständiga demokratiska serbiska partiet (SDSS) Boris Milosevićs deltagande sågs som ett fredsbudskap och milstolpe för relationen mellan kroater och den serbiska minoriteten i landet.

### Fotnoter
1. 1 2  ”Operation Storm Launched 23 Years Ago” (på engelska). Total-croatia-news.com. Total Croatia News. Arkiverad från originalet den 2 juni 2019. https://web.archive.org/web/20190602091347/https://www.total-croatia-news.com/politics/30198-operation-storm-launched-23-years-ago. Läst 2 juni 2019.
2. ↑  ”Croatia marks Operation Storm anniversary” (på engelska). Ba.n1info.com. N1. http://ba.n1info.com/English/NEWS/a277326/Croatia-marks-Operation-Storm-anniversary.html. Läst 2 juni 2019.
3. ↑  ”Croatia marks 20 years since Operation Storm” (på engelska). Irishtimes.com. Irish Times. https://www.irishtimes.com/news/world/europe/croatia-marks-20-years-since-operation-storm-1.2305836. Läst 7 maj 2019.
4. ↑  ”Croatia's Ethnic Serb–Controlled Areas: A Geographic Perspective” (på engelska) ( PDF). Central Intelligence Agency (CIA). Arkiverad från originalet den 20 maj 2017. https://web.archive.org/web/20170520021219/https://www.cia.gov/library/readingroom/docs/1995-05-01A.pdf. Läst 7 maj 2019.
5. ↑  ”Croatian Serbs Tried for Burning Village Homes” (på engelska). Balkaninsight.com. Balkan Insight. https://balkaninsight.com/2017/09/14/croatian-serbs-tried-for-burning-village-homes-09-14-2017. Läst 7 maj 2019.
6. ↑  Paone, Rocco M. (på engelska). Evolving New World Order/Disorder: China-Russia-United States-NATO. UPA. sid. 18. ISBN 978-0761819745. https://books.google.se/books?id=thUxk0yl_SAC&pg=PA18&lpg=PA18&dq=Croatian+homes+destroyed+in+serbian+krajina&source=bl&ots=RhNcek3VKw&sig=ACfU3U2Ry50uevzqjMZqpJLPjK-rqA9CZw&hl=sv&sa=X&ved=2ahUKEwiXkKGg9IniAhWG0KYKHZeWBbA4ChDoATAJegQICRAB#v=onepage&q=Croatian%20homes%20destroyed%20in%20serbian%20krajina&f=false. Läst 7 maj 2019
7. ↑  ”Bitter homecoming for Croat Catholics” (på engelska). Independent.co.uk. Independent. https://www.independent.co.uk/news/world/bitter-homecoming-for-croat-catholics-1596438.html. Läst 7 maj 2019.
8. 1 2 3  "War Crimes Panel Finds Croat Troops 'Cleansed' the Serbs", sida 2 nytimes.com 21 mars 1999
9. ↑  Tanner, Marcus, "Croatia: A Nation Forged In War," New Haven: Yale Nota Bene; p.298
10. ↑  Clinton, Bill, "My Life: The Presidential Years" Vintage Books USA
11. ↑  ”War crimes convictions of two Croatian generals overturned” (på engelska). Guardian.co.uk. The Guardian. http://www.guardian.co.uk/world/2012/nov/16/war-crimes-convictions-croat-generals-overturned. Läst 2 juni 2019.
12. ↑  ”Serbs Announce 'Operation Storm' Anniversary Mourning” (på engelska). Balkaninsight.com. Balkan Insight. https://balkaninsight.com/2015/07/29/serbs-declare-mourning-for-storm-victims. Läst 2 juni 2019.
13. ↑  ”Croatia marks 25 years since war with tolerance message” (på engelska). Aljazeera.com. Aljazeera. https://www.aljazeera.com/news/2020/08/croatia-marks-25-years-war-tolerance-message-200805085400673.html. Läst 8 augusti 2020.
14. ↑  ”Croatia, joined by minority Serb leader, marks 25 years since independence war victory” (på engelska). Reuters.com. Reuters. https://www.reuters.com/article/us-croatia-serbs/croatia-joined-by-minority-serb-leader-marks-25-years-since-independence-war-victory-idUSKCN2511QG. Läst 8 augusti 2020.
15. ↑  ”Opinion: Croatia on path towards reconciliation with Serbian minority” (på engelska). dw.com. Deutsche Welle. https://www.dw.com/en/opinion-croatia-on-path-towards-reconciliation-with-serbian-minority/a-54472683. Läst 8 augusti 2020.